# Кёрц, Свуси
Сву́си Кёрц (англ. Swoosie Kurtz, род. 6 сентября 1944) — американская актриса. Обладательница премий «Тони» и «Эмми».

## Биография
Кёрц родилась в Омахе, штат Небраска. Она единственный ребёнок в семье писательницы Марго Роджерс и полковника Военно-воздушных сил США Фрэнка Кёрца. Кёрц получила своё имя в честь самолёта B-17D Flying Fortress, ныне хранящегося в Национальном музее Военно-воздушных сил США, и известного по прозвищу The Swoose (‘half swan, half goose’), который пилотировал её отец во время Второй мировой войны; её имя рифмуется с именем Люси, а не со словом woozy [ˈwuːzɪ].
Свуси Кёрц начала свою карьеру в театре в начале 1970-х годов. Со временем она стала популярной и востребованной и начала получать роли в кино и на телевидении. В её активе десять номинаций на престижную премию «Эмми» и одна победа. За свою карьеру, охватывающую четыре десятилетия она по прежнему востребована в театре. Она получила пять номинаций на премию «Тони», две из которых выиграла. Она также выиграла две премии «Драма Деск», три награды «Obie» и была номинирована на «Золотой глобус» в 1989 году.
С 1991 по 1996 она играла главную роль в телесериале «Сёстры», за которую она была номинирована на две премии «Эмми» и на «Премию Гильдии киноактёров США за лучшую женскую роль в драматическом сериале». Среди её самых известных фильмов выделяются «Опасные связи» 1988 года, «Лжец, лжец» 1997, «Яркие огни, большой город» и другие.
Кёрц никогда не была замужем и не имеет детей.

## Избранная фильмография
| Год       |   | Русское название                    | Оригинальное название             | Роль                                |
| --------- | - | ----------------------------------- | --------------------------------- | ----------------------------------- |
| 1977      | ф | Удар по воротам                     | Slap Shot                         | Ширли Аптон                         |
| 1978      | ф | История Оливера                     | Oliver's Story                    | Гвен Симпсон                        |
| 1982      | ф | Мир по Гарпу                        | The World According to Garp       | проститутка                         |
| 1983      | ф | Карибская тайна                     | A Caribbean Mystery               | Эстер Уолтерс                       |
| 1984      | ф | Наперекор всему                     | Against All Odds                  | Идди                                |
| 1986      | ф | Дикие коты                          | Wildcats                          | Верна Макграт                       |
| 1988      | ф | Яркие огни, большой город           | Bright Lights, Big City           | Меган                               |
| 1988      | ф | Опасные связи                       | Dangerous Liaisons                | Мадам де Воланж                     |
| 1990      | ф | Стэнли и Айрис                      | Stanley & Iris                    | Шэрон                               |
| 1990      | ф | Удар по системе                     | A Shock To The System             | Лесли Маршалл                       |
| 1991—1996 | с | Сёстры                              | Sisters                           | Александра "Алекс" Рид Хэлси Баркер |
| 1994      | ф | Реальность кусается                 | Reality Bites                     | Чарлейн МакГрегор                   |
| 1997      | ф | Лжец, лжец                          | Liar Liar                         | Дана Апплеттон                      |
| 1999      | ф | Жестокие игры                       | Cruel Intentions                  | Доктор Регина Гринбаум              |
| 2001      | ф | Парень из пузыря                    | Bubble Boy                        | Г-жа Ливингстон                     |
| 2002      | ф | Правила секса                       | Rules of Attraction               | Миссис Джаред                       |
| 2003      | ф | Дюплекс                             | Duplex                            | Джейн                               |
| 2005      | с | Остаться в живых                    | Lost                              | Эмили Локк                          |
| 2005      | ф | День катастрофы 2                   | Category 7: The End of the World  | Пенни Холл                          |
| 2007—2009 | с | Мёртвые до востребования            | Pushing Daisies                   | Лили Чарльз                         |
| 2009      | с | Отчаянные домохозяйки               | Desperate Housewives              | Джесси                              |
| 2009      | ф | Англичанин в Нью-Йорке              | An Englishman in New York         | Конни Клаузен                       |
| 2009      | с | Закон и порядок: Специальный корпус | Law & Order: Special Victims Unit | Судья Хильда Марсден                |
| 2010—2016 | с | Майк и Молли                        | Mike & Molly                      | Джойс Флинн                         |
| 2016—2018 | с | Грейс и Фрэнки                      | Grace and Frankie                 | Джанет                              |
| 2017—2019 | с | Всё схвачено                        | Man with a Plan                   | Беверли                             |
| 2018      | ф | За бортом                           | Overboard                         | Грейс Салливан                      |
| 2021      | с | Зовите меня Кэт                     | Call Me Kat                       | Шейла                               |